# Domingo Tellechea
Domingo Tellechea es escultor, restaurador de obras de arte y bienes culturales argentinos y extranjeros., ceroplastista y taxidermista
Nació en la provincia de Mendoza. Reconocido internacionalmente por sus restauraciones, Tellechea es investigador y experimentador cuya dilatada actividad en la enseñanza práctica lo faculta para proyectar la restauración al más alto nivel, y sus publicaciones figuran en las bibliografías de libros y universidades de varios países.

## Actividades
En su juventud participó con su padre y hermano mayor (Manuel Tellechea) en proyectos de minería. Como docente, fue profesor de Dibujo, Pintura y Escultura de la Escuela de Bellas Artes de la Universidad Nacional de Cuyo; de Conservación y Restauración en el Instituto Juan Buschiazo -posgrado de la Facultad de Arquitectura de la Universidad de Buenos Aires-; y de Restauración en el Instituto Argentino de Museología. Además ofreció conferencias en diversos países de América y Europa.
Fue fundador y presidente honorario del Centro Argentino de Restauradores -el primero en Sudamérica (1974)-, fundador del Instituto Técnico de Restauración (Buenos Aires), fundador del Museo Histórico de Cera en el barrio de La Boca (Buenos Aires), fundador del Instituto Paulista de Restauro (Brasil), del Instituto de Pesquisa de Técnicas Restaurativas que lleva su nombre (Brasil), fundador del Instituto Argentino de Museología, cofundador del Museo de Mineralogía y Geología Manuel Tellechea de Mendoza.
Trabajó como jefe del laboratorio de restauración del Museo de la Policía Federal Argentina, fue director del Museo de la Casa de Gobierno (Argentina), director organizador de la Escuela de Restauradores, dependiente del Departamento de Conservación de la Municipalidad de Buenos Aires, director del Museo Argentino de Ceroplástica de Buenos Aires.
Participó como miembro fundador de la Asociación para la Defensa y Promoción del Arte Público, conjuntamente con los maestros mexicanos Ariosto Otero y Guillermina Guadarrama Peña, la profesora y muralista argentina Cristina Terzaghi y otras personalidades.

## Membresías
- Miembro del Colegio de Museólogos de la Argentina.
- 1980-1984: Miembro de la Comisión Internacional de Conservación (ICOM. The Internacional Council of Museums).
- Miembro de la comisión de restauro del Teatro Municipal de Niterói, Río de Janeiro, Brasil.
- Miembro del IIC (The Intemational lnstitute for Conservation of Historic and Artistic Works).

## Restauraciones
Entre sus restauraciones sobresalen Retrato de Theo de Vincent van Gogh, propiedad de Enrico Monti y La pescadora notable obra de David Alfaro Siqueiros, propiedad del Dr. Cesar Chamà. También restauró los cinco techos con marouflages del pintor español Sert i Badia en el Palacio Pereda, sede de la Embajada de Brasil en la Argentina, una de ellas reconstituida a raíz de su destrucción producto del atentado a la embajada de Israel en Argentina en 1993. En 1974 restauró el cadáver de Eva Perón, cuando era jefe del laboratorio de restauración del Museo de la Policía Federal Argentina.
En el periodo de 1974 a 1976 fue director del museo de la casa de gobierno donde realizó trabajos de restauraciones, el grupo de esculturas de mármol de los presidentes argentinos, ocasión en la que también realizó la primera limpieza del busto de la libertad que preside en el salón noble de la Casa de Gobierno.
En esa época él mismo inauguró el sistema de visitas guiadas con orientación especializada, monitoreada por profesionales especializados.
Desde 1976 reside en Brasil, donde restauró las obras de arte de los palacios presidenciales Planalto y Alvorada en Brasilia; en Río de Janeiro restauró dos frescos monumentales del auditorio del palacio Capanema, por entonces sede del Ministerio de Educación y Cultura de Brasil; en Niterói, restauró el Altar Mor de la Igreja de Sao Lourenço dos Indios, considerado uno de los retablos más antiguos de Brasil también restauración del foyer del teatro municipal de San Pablo (Brasil) con pinturas de Enrique y Rodolpho Bernardelli, realizó la restauración del acervo artístico y arquitectónico de los recintos renacentistas de la Santa Casa de Misericórdia de Salvador de Bahía.
Investigación de los restos de uno de los primeros hospitales de América del Sur, restauración en el Museo de las Armas de la Nación (se restauró la coraza de malla de acero del emperador Comneno Segundo en la que trabajó también Silvio Goren,  vicepresidente del centro).

## Obras y temas publicados
Entre estos trabajos se encuentran:
- "Enciclopedia de la Conservación y Restauración"  ps. 555 más Apéndice e Índice ED. Technotransfer S.R.L. @1981

- Informe sobre la conservación y restauración del cadáver momificado de la señora Eva Perón - State Press, 1975.
- La paradoja del oxígeno - el trabajo publicado por el Seminario Regional sobre Museología para el Cono Sur, Unesco - Mendoza, Argentina, en diciembre de 1976.
- Los problemas de humedad en los salones de exposición de los museos - Revista de la Facultad de Museología - Argentina, 1976.
- Limpieza de metales - Diario del Centro Argentino de Restauradores, Año I, n.º 1, 1976.
- La lanolina en la conservación de los materiales proteínicos - Diario del Centro Argentino de Restauradores, Año II, n.º 3, 1977.
- El tratamiento de la piel - Diario del Centro Argentino de Restauradores, Año II, n.º 3, 1977.
- Descomposición de los materiales, de la decoloración de la materia, la corrosión de los metales  - Diario del Centro Argentino de Restauradores, año III, n.º 4 en 1978.
- Los descubrimientos arqueológicos, el viejo Fuerte de Buenos Aires y problemas de la situación del monumento de Colón ubicado sobre terrenos pantanosos ganado al río donde existe un túnel de ferrocarril que funciona aproximado al monumento (trabajo solicitado por el ministro, secretario de cultura de la nación prof.Fèlix Coluccio) - Diario del Centro Argentino de Restauradores, Año III, n.º 4, 1978.
- La conservación del papel - Revista del Centro Argentino de Restauradores, año III, n.º 5, 1978.
- Enciclopedia de la conservación y restauración - Volumen de 700 páginas dedicadas a la educación básica para la conservación y restauración de los distintos tipos de materiales. Autor Tecnotransfer - julio de 1981.
- Conservación y restauración de armas - Diario del Centro Argentino de Museos - RAAM n.º 1 - abril de 1981.
- Los restos de la Misión de San José en Misiones - Diario del Centro Argentino de Restauradores, año VI.
- Adiestramiento personal restauración en las escuelas de América Latina - un trabajo solicitado por la Conservación del ICOM (Consejo Internacional de Museos).
- Los problemas del museo cerrado - Publicación de Nouvelles del ICOM, 1983.
- Torn y tratamiento de piedras en los altos Andes del sur - ICOM - Comité para la Conservación, Copenhague - Dinamarca, en septiembre de 1984 con la presencia de la reina (publicada también en Japón).
- Restauración de pinturas Sert - volumen de 230 páginas, destacando los criterios, técnicas y materiales utilizados en todas las obras de Sert i Badia. Edición del autor, 1990.
- La sociedad y la restauración - Revista de la Biblioteca Mário de Andrade - Imágenes literarias de Sao Paulo y Conservación de Bienes Culturales - 52, 1994.
- Restauración de pintura - obra en tres volúmenes con un total de 2698 páginas, incluye un CD-ROM, 1999.
- Directrices para la conservación de la colección histórica y artística de la Santa Casa de Misericordia - Salvador - BA, 2005.

## Premios y reconocimientos
- Fue condecorado con la Ordem Nacional do Cruzeiro do Sul, la más alta distinción otorgada por el gobierno brasilero a personalidades extranjeras.
- En febrero de 2001 fue distinguido con el premio otorgado por el CICP (Centro Internacional para la Conservación del Patrimonio) por su trayectoria profesional(en la manzana de las luces otorgado por su directora que fue emposada en el propio predio por el presidente Peròn al paralizar los derrumbes que habían sido comenzados).
- En octubre de 2012 fue declarado «Personalidad Destacada de la Cultura de la Ciudad de Buenos Aires» mediante la sanción de la Ley n.º 4277, y recibió el diploma que acredita la distinción en una ceremonia llevada a cabo en la Legislatura de la ciudad.[4]
- En agosto de 2013 fue declarado ciudadano ilustre de la Boca .Siendo parte del núcleo de personalidades